# Przeznaczeni (serial telewizyjny)
Przeznaczeni (ang. Star-Crossed) – amerykański serial telewizyjny z gatunku sci-fi i z elementami romansu wyprodukowany przez CBS Television Studios, Warner Bros. Television, Isla Producciones, Olé Productions, Powwow Media Partners i Space Floor Television. Twórcą serialu jest Meredith Averill. Serial emitowany był w 2014 roku i składa się z 13 odcinków.
W Polsce serial został wyemitowany od 8 października 2014 roku przez stację AXN Spin.

## Fabuła
Akcja serialu dzieje się w niedalekiej przyszłości, gdzie przed 10 latami na Ziemie przybyli obcy, zwani Atrianami. Żyją oni w oddzielonym i zamkniętym sektorze (getcie) mając z ludźmi ograniczony kontakt. Siedmioro z nich zostaje dopuszczonych do nauki w jednej z ziemskich szkół w ramach specjalnego programu mającego na celu integrację ludzi z Atrianami. Emery jest normalną nastolatką, ale wszystko się zmienia kiedy zakochuje się w Atrianie o imieniu Roman.

## Obsada
Główna
- Aimee Teegarden jako Emery[2]
- Matt Lanter jako Roman[2],
- Grey Damon jako Grayson[2]
- Natalie Hall jako Taylor[2]
- Malese Jow jako Julia[2]
- Titus Makin Jr. jako Lukas[2],
- Chelsea Gilligan jako Teri[2]
- Greg Finley jako Drake[2]
- Maggie Elizabeth Jones

Role Drugoplanowe
- Tahmoh Penikett jako oficer Jack Beaumont[3]
- Johnathon Schaech jako Castor[4]
- Stephanie Jacobsen jako Eva, nauczycielka biologii[5]
- Deana Dill jako Margaret Montrose, matka Graysona[6]

## Odcinki
| Nr | #  | Tytuł                                     | Reżyseria        | Scenariusz                               | Premiera (The CW) | Premiera w Polsce (AXN Spin) |
| -- | -- | ----------------------------------------- | ---------------- | ---------------------------------------- | ----------------- | ---------------------------- |
| 1  | 1  | Pilot                                     | Gary Fleder      | Meredith Averill                         | 17 lutego 2014    | 8 października 2014          |
| 2  | 2  | These Violent Delights Have Violent Ends  | Gary Fleder      | Meredith Averill                         | 24 lutego 2014    | 15 października 2014         |
| 3  | 3  | Our Toil Shall Strive to Mend             | Deran Sarafian   | Adele Lim                                | 3 marca 2014      | 22 października 2014         |
| 4  | 4  | And Left No Friendly Drop                 | Harry Sinclair   | Robert Hewitt Wolfe                      | 10 marca 2014     | 29 października 2014         |
| 5  | 5  | Dreamers Often Lie                        | Michael Pressman | Marc Halsey                              | 17 marca 2014     | 5 listopada 2014             |
| 6  | 6  | Stabbed with a White Wench's Black Eye    | Oz Scott         | Yolanda E. Lawrence                      | 24 marca 2014     | 12 listopada 2014            |
| 7  | 7  | To Seek a Foe                             | Ed Ornelas       | Jay Faerber                              | 31 marca 2014     | 19 listopada 2014            |
| 8  | 8  | An Old Accustom'd Feast                   | Michael Zinberg  | Brian Studler                            | 7 kwietnia 2014   | 26 listopada 2014            |
| 9  | 9  | Some Consequence Yet Hanging in the Stars | Zetna Fuentes    | Samantha Stratton                        | 14 kwietnia 2014  | 3 grudnia 2014               |
| 10 | 10 | What Storm Is This That Blows So Contrary | Norman Buckley   | Robert Hewitt Wolfe, Yolanda E. Lawrence | 21 kwietnia 2014  | 10 grudnia 2014              |
| 11 | 11 | Give Me a Torch                           | Michael Katleman | Marc Halsey, Jay Faerber                 | 28 kwietnia 2014  | 17 grudnia 2014              |
| 12 | 12 | This Trick May Chance to Scathe You       | Elizabeth Allen  | Brian Studler, Samantha Stratton         | 5 maja 2014       | 24 grudnia 2014              |
| 13 | 13 | Passion Lends Them Power                  | Ed Omelas        | Meredith Averill, Adele Lim              | 12 maja 2014      | 31 grudnia 2014              |

## Produkcja
9 maja 2013 roku stacja The CW zamówiła serial na sezon telewizyjny 2013/2014. 12 grudnia 2013 roku The CW potwierdziła datę premiery serialu, którą zaplanowano na 17 lutego 2014 roku. 
8 maja 2014 roku stacja The CW ogłosiła anulowanie serialu Star-Crossed.
Na początku serial nosił tytuł Oxygen.